# CozyCot
CozyCot là một trang web mạng xã hội dành cho phụ nữ từ Đông Á và Đông Nam Á (đặc biệt là Singapore). Được thành lập vào năm 2001, CozyCot đã giới thiệu một tờ báo năm 2010.

## Lịch sử
CozyCot đã bắt đầu hoạt động vào tháng 11 năm 2001 như một cổng Internet được đặt tại Singapore, nơi các thành viên có thể đăng các bài đánh giá và chia sẻ lời khuyên và ý kiến về việc mua sắm và thời trang. Khi cộng đồng trực tuyến đã phát triển, sáng lập viên Nicole Yee bắt đầu tổ chức các sự kiện có tính thời sự dành cho những thành viên để họ cùng biết được. Nhiều nhãn hiệu nổi tiếng đã quan tâm đến cộng đồng đang phát triển và tạo cơ hội hỗ trợ cộng đồng về việc cung cấp các địa điểm tổ chức sự kiện. Tiếp theo là các dự án thương mại khác (hội thảo, giới thiệu sản phẩm, mua sắm trực tuyến v.v), (cùng với sự hiện diện của trang web được xếp hạng trong 100.000 Alexa hàng đầu) được tranh luận để quyết định trở thành một doanh nghiệp đầu cơ. Năm 2002, Nicole Yee đã thành lập CozyCot Pte Ltd, là công ty quản lý cổng internet, sau đó, năm 2008, bà đã đầu tư $100.000 vào trang web này. Doanh thu của công ty đã vượt quá 1 triệu USD vào năm 2009, tăng 115%.
Cộng đồng đã duy trì sự mở rộng, khi tập thể độc giả của các tạp chí phụ nữ Singapore đã tiếp tục hướng đến nội dung trực tuyến, phát triển cổng vào cộng đồng phụ nữ trực tuyến lớn nhất của Singapore về sắc đẹp, thời trang và lối sống, với hơn 500,000 người truy cập thật sự mỗi tháng. Cộng đồng này cũng đã được mở rộng địa lý, trong phần còn lại của Đông Á và giữa các phụ nữ châu Á từ Hoa Kỳ, Úc và New Zealand, CozyCot trở thành một trong các trang web địa phương "đặt Singapore vào trong bản đồ thế giới". Từ năm 2006, mỗi năm nó được xếp vào Trang Web Phụ Nữ Đầu Tiên với Giải thưởng Cống Hiến Thành Tựu Trực Tuyến Singapore của Hitwise.
Vào tháng 10 năm 2009, MindShare đã thông báo giới thiệu một buổi biểu diễn thực tế trực tuyến trên CozyCot. Buổi biểu diễn này, có tên là House Husbands, đã tập trung một nhóm nam mong đợi chứng tỏ họ là cũng tài giỏi ngang bằng trong phòng họp cũng như trong phòng em bé của gia đình. Sự tuyển chọn sẽ cạnh tranh về nhiều nhiệm vụ nuôi dưỡng con cái khác nhau để nhận giải thưởng.
Công ty cũng đã triển khai một buổi họp mặt ngoại tuyến, mở một quầy hàng bán lẻ rộng 1000 feet vuông trong Orchard Central (Ninki-Ô), và giới thiệu tờ báo CozyCot. Vào Tháng Năm, 2010, CozyCot đã chỉ định Nielsen để phân tích trang web và đánh giá khán giả (trang web này được Nielsen kiểm tra từ năm 2005).

## Cộng đồng
Người sử dụng của CozyCot, được gọi là "Cotters", tương tác trong diễn đàn và bằng cách đánh giá các sản phẩm chăm sóc sắc đẹp, cũng như trong các sự kiện có tính thời sự được nhân viên tổ chức. Một hệ thống tích lũy điểm (theo đúng hoạt động trong trang web) được thực hiện để trao giải thưởng về sự hỗ trợ của thành viên.

## Diễn đàn
Diễn đàn bắt đầu vào đầu năm hầu như được dành để chia sẻ lời khuyên và ý kiến về việc mua sắm và thời trang. Diễn đàn đã mở rộng sau đó bao gồm nhà cửa và cuộc sống, chức năng làm mẹ, nghề nghiệp, tài chính, công nghệ và hôn lễ. Các chủ đề này được cho là "các kênh" (28 của Tháng Tư 2009). Diễn đàn đã được đánh dấu về sự đa dạng đề tài, một số đề tài (giống như các đề tài về spa và nước hoa) đáng quan tâm không thể tìm thấy ở hầu hết các diễn đàn khác. Ngôn ngữ chính được sử dụng là Tiếng Anh, nhưng cũng có xuất hiện (một phần) bài đăng bằng Tiếng Hoa. Một cuộc tranh luận của CozyCot về phẫu thuật tạo hình, có hơn 1000 ý kiến và 8 triệu lời chỉ trích, đã được bao gồm trong Hankook Ilbo, liên quan đến các quan điểm cụ thể của Trung Quốc về đề tài này và du lịch giải phẫu thẩm mỹ của họ tại Hàn Quốc.

## Tin tức
CozyCot có một thư viện sản phẩm bao gồm hơn 35.000 sản phẩm, các sản phẩm này hiện có dành cho những bài đánh giá của các thành viên. Một phần mềm của máy quét iPhone cho phép những người sử dụng đưa những bài đánh giá sản phẩm lên từ trang web của CozyCot bằng cách cất giữ các mã cơ bản qua máy ảnh trong iPhones của họ.

## Sự kiện
CozyCot đóng vai trò chủ nhà đối với các sự kiện cho phép các thành viên tương tác với những người khác, thông qua hội thảo, các nhóm tập trung, cuộc thử nghiệm biểu diễn trên đường phố v.v. Cùng cộng tác với Citibank, CozyCot đã tổ chức CozyCot Holy Grail Private Party vào ngày 6 - 7 tháng 9 năm 2008, để chào mừng kỷ niệm 7 năm thành lập.

## Ấn phẩm liên quan
Vào tháng 4 năm 2010, một tờ báo có tên là CozyCot đã được giới thiệu là ấn phẩm xuất bản hàng tháng miễn phí gồm 25 trang với số lượng được in là 200.000.

## Giải thưởng
CozyCot đã đoạt được Giải thưởng Trang Web Phụ Nữ Đầu Tiên của Singapore tại lễ trao Giải thưởng Cống hiến thành tựu trực tuyến Singapore của Hitwise với thời gian bốn năm liên tiếp kể từ năm 2006.